# Matthew Tawo Mbu
Matthew Tawo Mbu (Okundi, 20 novembre 1929 – Londra, 6 febbraio 2012) è stato un politico nigeriano che ha svolto il ruolo di ministro degli esteri nigeriano da gennaio a novembre del 1993.
È inoltre stato Ministro della Difesa per gli affari navali dal 1960 al 1966.